# ITM Cup 2013
La ITM Cup 2013 fue la trigésimo octava edición y octava con el formato actual del principal torneo de rugby profesional de Nueva Zelanda.
El campeón de la competición fue el equipo de Canterbury quienes lograron su decimoprimer campeonato.

## Sistema de disputa
Los equipos enfrentan a los seis equipos restantes de su división y disputan cuatro encuentros inter-división, totalizando 10 encuentros, 
- Los cuatro equipos con mejor clasificación al final de la fase de grupos de la Premiership clasifican a semifinales buscando el título de la competición, mientras que el séptimo lugar desciende al Championship de la temporada siguiente.

- Los cuatro mejores clasificados del Championship clasifican a semifinales buscando el ascenso a la Premiership de la temporada siguiente, el campeón asciende de manera automática a la división de honor.

## Premiership - Primera División
- Clasificación[1]

| Pos. | Equipo           | Encuentros | Encuentros | Encuentros | Encuentros | Tantos | Tantos | Tantos | PB | PB | Puntos |
| Pos. | Equipo           | PJ         | PG         | PE         | PP         | F      | C      | Dif    | BO | BD | Puntos |
| ---- | ---------------- | ---------- | ---------- | ---------- | ---------- | ------ | ------ | ------ | -- | -- | ------ |
| 1.º  | Wellington       | 10         | 9          | 0          | 1          | 330    | 178    | +152   | 6  | 0  | 42     |
| 2.º  | Canterbury       | 10         | 8          | 0          | 2          | 371    | 163    | +208   | 7  | 1  | 40     |
| 3.º  | Auckland         | 10         | 7          | 0          | 3          | 306    | 236    | +70    | 7  | 1  | 36     |
| 4.º  | Counties Manukau | 10         | 6          | 0          | 4          | 287    | 262    | +25    | 3  | 1  | 28     |
| 5.º  | Waikato          | 10         | 4          | 0          | 6          | 235    | 298    | −63    | 2  | 3  | 21     |
| 6.º  | Taranaki         | 10         | 3          | 0          | 7          | 137    | 242    | −105   | 0  | 2  | 14     |
| 7.º  | Bay of Plenty    | 10         | 1          | 0          | 9          | 206    | 298    | −92    | 0  | 4  | 8      |

|  | Semifinalista.            |
|  | Descenso al Championship. |

### Semifinales
| 18 de octubre | Wellington | 41 - 10 | Counties Manukau | Westpac Stadium, Wellington |  |

| 19 de octubre | Canterbury | 56 - 26 | Auckland | AMI Stadium, Christchurch |  |

### Final
| 26 de octubre | Wellington | 13 - 29 | Canterbury | Westpac Stadium, Wellington |  |

| Bandera de Nueva Zelanda |
| Campeón Canterbury       |
| Décimo primer título     |

## Championship - Segunda División
- Clasificación[3]

| Pos. | Equipo        | Encuentros | Encuentros | Encuentros | Encuentros | Tantos | Tantos | Tantos | PB | PB | Puntos |
| Pos. | Equipo        | PJ         | PG         | PE         | PP         | F      | C      | Dif    | BO | BD | Puntos |
| ---- | ------------- | ---------- | ---------- | ---------- | ---------- | ------ | ------ | ------ | -- | -- | ------ |
| 1.º  | Tasman        | 10         | 8          | 0          | 2          | 333    | 186    | +147   | 4  | 0  | 36     |
| 2.º  | Otago         | 10         | 6          | 0          | 4          | 304    | 305    | −1     | 4  | 2  | 30     |
| 3.º  | Hawke´s Bay   | 10         | 6          | 0          | 4          | 272    | 204    | +68    | 3  | 2  | 29     |
| 4.º  | Southland     | 10         | 4          | 0          | 6          | 202    | 232    | −30    | 2  | 2  | 20     |
| 5.º  | Manawatu      | 10         | 4          | 0          | 6          | 189    | 340    | −151   | 1  | 1  | 18     |
| 6.º  | Northland     | 10         | 2          | 1          | 7          | 184    | 275    | −91    | 1  | 2  | 13     |
| 7.º  | North Harbour | 10         | 1          | 1          | 8          | 193    | 330    | −137   | 1  | 3  | 10     |

|  | Semifinalista. |

### Semifinales
| 19 de octubre | Tasman | 49 - 28 | Southland | Lansdowne Park, Blenheim |  |

| 20 de octubre | Otago | 24 - 29 | Hawke´s Bay | Forsyth Barr Stadium, Dunedin |  |

### Final
| 25 de octubre | Tasman | 26 - 25 | Hawke´s Bay | Lansdowne Park, Blenheim |  |

| Bandera de Nueva Zelanda    |
| Ganador Championship Tasman |
| Primer título               |